# Sinophorus platycephalus
Sinophorus platycephalus är en stekelart som beskrevs av Sanborne 1984. Sinophorus platycephalus ingår i släktet Sinophorus och familjen brokparasitsteklar. Inga underarter finns listade i Catalogue of Life.